# Tara Babulfath
Tara Babulfath (* 3. Januar 2006 in Huddinge) ist eine schwedische Judoka. Sie war Dritte der Weltmeisterschaften 2024 und gewann bei den Olympischen Spielen in Paris die Bronzemedaille.

## Sportliche Karriere
Tara Babulfath wurde bei den Kadetten-Europameisterschaften 2021 Zweite in der Gewichtsklasse bis 44 Kilogramm. Seit 2022 kämpft sie in der Gewichtsklasse bis 48 Kilogramm. In dieser Gewichtsklasse wurde sie Kadetten-Europameisterin 2022 und zwei Monate später Zweite der Kadetten-Weltmeisterschaften. 2023 wurde Babulfath Dritte der Kadetten-Weltmeisterschaften.
Bei den Europameisterschaften 2023 in Montpellier erreichte Babulfath den siebten Rang. Im Februar 2024 siegte sie beim Grand Slam in Baku, im Finale besiegte sie die Serbin Milica Nikolić. Bei den Europameisterschaften 2024 in Zagreb trafen Babulfath und Nikolić im Achtelfinale aufeinander und die Serbin gewann. Einen Monat später bei den Weltmeisterschaften in Abu Dhabi erreichte Babulfath mit vier Siegen das Halbfinale und verlor dann gegen die Italienerin Assunta Scutto. Im Kampf um Bronze siegte die Schwedin über die Portugiesin Catarina Costa. Bei den Olympischen Spielen 2024 in Paris bezwang sie im Viertelfinale Assunta Scutto und verlor im Halbfinale gegen die Japanerin Natsumi Tsunoda. Im Kampf um eine Bronzemedaille war sie gegen die Kasachin Abiba Abuschakynowa erfolgreich.

## Familie
Tara Babulfath ist die Tochter des im Iran geborenen schwedischen Ringers Mohammad Babulfath, der 2004 an den Olympischen Spielen teilnahm, und der Ringerin Ida Hellström, die vier Weltmeisterschaftsmedaillen erkämpfte.